# Бернар H-110
Бернар H-110 (фр. Bernard H-110) је ловачки авион са пловцима направљен у Француској. Авион је први пут полетео 1935. године. 

Највећа брзина у хоризонталном лету је износила 329 km/h.

## Наоружање
| Наоружање авиона: Бернар       |         |
| Ватрено (стрељачко) наоружање  |         |
| Топ                            |         |
| Митраљез                       |         |
| Број и ознака митраљеза        | 2 Дарне |
| Калибар                        | 7,5     |
| Бомбардерско наоружање (бомбе) |         |
| Ракетно наоружање (ракете)     |         |